# مولتی‌فیزیک
فیزیک چندگانه یا مولتی‌فیزیک به عنوان فرایندها یا سیستم‌های مرتبط که شامل بیش از یک میدان فیزیکی همزمان می‌شود و همچنین مطالعات و دانش در مورد این فرایندها و سیستم‌ها تعریف می‌شود. مولتی‌فیزیک به عنوان یک رشته تحصیلی بین رشته ای،  بسیاری از رشته‌های علمی و مهندسی را در بر گرفته‌است. فیزیک چندگانه مبنی بر ریاضیات، فیزیک، کاربرد و آنالیز عددی بنا شده‌است. ریاضیات آن، معمولاً شامل معادلات دیفرانسیل با مشتقات جزئی و آنالیز تانسور است. فیزیک به انواع متداول فرایندهای فیزیکی به عنوان مثال انتقال حرارت (حرارتی)، حرکت آب  (هیدرولیکی)، میدان تمرکز، تنش و کشش (مکانیکی)، دینامیکی، واکنش‌های شیمیایی، الکترواستاتیک  و مغناطیسی اشاره دارد.

## تعریف
تعاریف چندگانه ای برای مولتی‌فیزیک وجود دارد. به‌طور کلی، مولتی فیزیک به شبیه‌سازی‌هایی اشاره دارد که شامل چندین مدل فیزیکی یا چندین پدیده فیزیکی همزمان هستند. دامنه "چندین مدل فیزیکی" این تعریف را یک مفهوم بسیار وسیع و کلی می‌سازد، اما این تعریف به نوعی خود متضاد است؛ از آنجا که مدل‌های فیزیکی ممکن است شامل پدیده‌های فیزیکی نیز باشد.  COMSOL فیزیک چندگانه را به صورت جزئی بدین گونه تعریف می‌کند: مولتی‌فیزیک شامل 1) پدیده‌های فیزیکی مرتبط با شبیه سازی کامپیوتری و 2) مطالعه خواص فیزیکی چندگانه. در یک تعریف دیگر، یک سیستم مولتی‌فیزیک شامل بیش از یک جزء است که توسط اصل (های) خود برای تکامل یا تعادل، به‌طور معمول حفاظت یا قوانین اساسی اداره می‌شود.   این تعریف خیلی نزدیک به تعریف قبلی است، با این تفاوت که تعریف کلی بر خواص فیزیکی تأکید ندارد. در نگاهی دقیق تر، مولتی‌فیزیک می‌تواند به عنوان فرایندهای متشکل از همبستگی نزدیک میان پدیده‌های مجزای فیزیک کوانتوم  تعریف شود. در این تعریف، انتقال اطلاعات دو طرفه بین زمینه‌های فیزیکی، که می‌تواند شامل همگرایی ضمنی در یک گام زمانی باشد، یکی از ویژگی‌های اساسی است. بر اساس تعاریف فوق، مولتی‌فیزیک به عنوان فرایندهای به هم پیوسته یا سیستم‌هایی که شامل بیش از یک میدان فیزیکی همزمان و همچنین مطالعات و دانش در مورد این فرایندها و سیستم‌ها تعریف می‌شود.

## تاریخچه و آینده
مولتی‌فیزیک نه یک موضوع تحقیق دور از زندگی روزمره و نه یک تئوری یا تکنیک اخیراً توسعه یافته‌است. در واقع ما در جهان مولتی‌فیزیک زندگی می‌کنیم. سیستم‌های طبیعی و مصنوعی با انواع مختلف پدیده‌های فیزیکی در مقیاس‌های فضایی و زمانی مختلف در حال اجرا هستند: از اتم‌ها تا کهکشان‌ها و از پیکو-ثانیه‌ها تا قرن‌ها. چند مثال متناظر در علوم بنیادی و کاربردی، نیروها و تغییر شکل‌ها در مواد جامد، جریان‌های پیچیده، برهم کنش میان سیال و سازه، فرایندهای پلاسما و شیمیایی، سیستم‌های حرارتی مکانیکی و الکترومغناطیسی می‌باشند.
مولتی‌فیزیک به سرعت در رشته‌های علوم و مهندسی به یک زمینه تحقیقاتی و کاربردی تبدیل شده‌است.  یک روند واضح این است که مشکلات خیلی چالش برانگیزتر که ما با آن‌ها مواجه می‌شویم  شامل فرایندهای فیزیکی است که نمی‌توان آن‌ها را  فقط با یک رشته مرسوم پوشش داد. این روند نیاز ما را به گسترش ظرفیت آنالیز برای حل مشکلات پیچیده تر و چند رشته‌ای‌تر بیشتر کرده‌است. جوامع مدرن دانشگاهی با مشکلاتی روبرو هستند که که به سرعت به پیچیدگی آن‌ها افزوده می‌شود و در مرز رشته‌های مرسوم بین فیزیک، شیمی، علم مواد و زیست‌شناسی قرار دارند. مولتی‌فیزیک همچنین در عرصه صنعتی نیز پیشرو شده‌است. برنامه‌های شبیه سازی به یک ابزار در طراحی، توسعه محصول و کنترل کیفیت تبدیل شده‌است. در طول این فرایندهای تولید، مهندسان مجبور هستند حتی با کمک ابزارهای شبیه سازی در زمینه‌های خارج از آموزش خود فکر کنند. بیش از پیش ضروری است که مهندسین مدرن   مفهوم عمیق " مولتی فیزیک "  در دنیای مهندسی شناخته و درک کند. صنعت خودرو مثال خوبی را نشان می‌دهد. به‌طور سنتی، گروه‌های مختلف افراد بر ساختار، مایعات، الکترومغناطیس و سایر جنبه‌های دیگر به صورت جداگانه تمرکز می‌کنند. از طرف دیگر، اثر متقابل جنبه‌ها، که ممکن است دو مبحث فیزیک را نشان دهد و یکی از آن‌ها یک حوزه ناشناخته باشد، می‌تواند پیوند ضروری در چرخه حیات محصول باشد. همانطور که ذکر شده‌است، "مهندسان طراح، روز به روز شبیه سازی های مولتی‌فیزیک بیشتری را اجرا می کنند، زیرا آنها نیاز به در نظر گرفتن واقعیت در مدل های خود دارند."

## انواع مولتی‌فیزیک
قسمت "فیزیک" در " مولتی‌فیزیک " نشان دهنده "میدان فیزیکی" است. در آنجا، مولتی‌فیزیک به معنی همزیستی چندین میدان فیزیکی در یک فرایند یا یک سیستم است. در فیزیک، یک میدان یک کمیت فیزیکی است که برای هر نقطه در فضا و زمان یک مقدار دارد. به عنوان مثال، در یک نقشه آب و هوایی، یک بردار در هر نقطه از نقشه می‌تواند برای نشان دادن سطح سرعت باد که شامل سرعت و جهت است، برای حرکت هوا در آن نقطه مورد استفاده قرار گیرد.

## چگونه مولتی‌فیزیک را اعمال کنیم ؟
پیاده سازی مولتی‌فیزیک معمولاً مطابق روند زیر انجام می‌شود: شناسایی یک فرایند / سیستم مولتی‌فیزیکی، تعریف ریاضی از این فرایند / سیستم، گسسته سازی این مدل ریاضی به یک سیستم جبری، حل این سیستم معادله جبری و  پس‌پردازش داده ها. انتزاع یک مسئله مولتی‌فیزیکی از یک پدیده پیچیده و توصیف چنین مشکلی معمولاً تأکید نمی‌شود، اما برای آنالیز موفقیت آمیز مولتی‌فیزیک بسیار مهم است. برای این کار، نیاز به شناسایی سیستمی که قرار است مورد آنالیز قرار بگیرد، از جمله هندسه، مواد و مکانیزم غالب است. سیستم شناسایی با استفاده از زبان‌های ریاضی (تابع، تانسور، معادلات دیفرانسیل) به عنوان محدوده محاسباتی، شرایط مرزی، معادلات کمکی و معادلات حاکم تفسیر می‌شود. گسسته سازی، راه حل و پس‌پردازش با استفاده از کامپیوتر انجام می‌شود. بنابراین، روش فوق تفاوت اساسی با آنچه در شبیه سازی عددی کلی بر اساس گسسته سازی معادلات دیفرانسیل با مشتقات جزئی ندارد.

### مدل ریاضی
یک مدل ریاضی اساساً مجموعه ای از معادلات است. معادلات را می‌توان به سه دسته با توجه به طبیعت و نقش مورد نظر آن‌ها تقسیم کرد. دسته اول معادلات حاکم است. یک معادله حاکم، مکانیسم‌های فیزیکی مهم و فرایندشان را بدون نمایش بیشتر تغییرات و غیر خطی بودن خواص مواد توصیف می‌کند. به عنوان مثال، در یک مسئله انتقال حرارت، معادله حاکم می‌تواند یک فرایند را توصیف کند که در آن انرژی حرارتی ( نمایش داده شده با استفاده از دما یا آنتالپی) در نقطه یا حجم بی نهایت کوچک از المان مورد نظر، به دلیل انرژی منتقل شده از نقاط اطراف از طریق هدایت، انتقال، تابش و منابع گرمای داخلی یا هر ترکیبی از این چهار مکانیسم انتقال حرارت تغییر یافته‌است. در ادامه این معادله آورده شده‌است :
{\displaystyle {\underbrace {\frac {\partial u}{\partial t}} _{\rm {Accumulation}}\underbrace {+\nabla \cdot \left(uv\right)} _{\rm {Advection}}\underbrace {-\nabla \cdot \left(K\nabla u\right)} _{{\rm {Diffusion\;}}\left({\rm {Conduction}}\right)}\underbrace {-\nabla \cdot \left(D\nabla u\right)} _{\rm {Dispersion}}=\underbrace {Q} _{\rm {Source}}}}.
اتصالات بین زمینه‌ها را می‌توان در هر دسته به دست آورد.

## روش گسسته‌سازی
مولتی‌فیزیک معمولاً  به صورت عددی با استفاده از روش‌های گسسته‌سازی مانند روش اجزا محدود، روش تفاضل محدود و روش حجم محدود پیاده می‌شود. بسیاری از بسته‌های نرم‌افزاری عمدتاً مبتنی بر روش اجزا محدود یا روش‌های عددی مشابه معمولی برای شبیه‌سازی زمینه‌های فیزیکی مرتبط مانند تنش حرارتی، فعل و انفعال الکترو- و آکستو- مگنتومکانیکی هستند.